# Kisserlederkop
De kisserlederkop (Philemon kisserensis) is een zangvogel uit de familie Meliphagidae (honingeters). Nauw verwant aan deze soort zijn de  mamberanolederkop (P. brassi), timorlederkop (P. inornatus) en de  kleine lederkop (P. citreogularis). Eerder werd deze lederkop ook wel als een ondersoort van de kleine lederkop beschouwd.

## Verspreiding en leefgebied
Het is een soort die endemisch is op het eiland Kisar en de eilanden Leti en Moa van de Leti-eilanden in de provincie Zuid-Molukken. Het kisser in de naam verwijst naar het eiland Kisar.

## Status
De grootte van de populatie is niet gekwantificeerd maar de soort wordt omschreven als wellicht algemeen. Op de Rode lijst van de IUCN heeft deze soort de status niet bedreigd.